# Colombo Express
La Colombo Express è una nave portacontainer, tra le più grandi del mondo. Quando venne varata, nel 2005, fu dichiarata dal suo proprietario la più grande nave portacontainer del mondo, un titolo che ha mantenuto fino al varo della Emma Mærsk nel 2006.

## Caratteristiche
La Colombo Express detiene 8.749 TEU, 730 TEU refrigerati (reefer). La nave à lunga 335 metri ed è larga 43 metri. È di proprietà della compagnia di navigazione tedesca Hapag-Lloyd e gestita dalla sua divisione Hapag-Lloyd Container Line. Prende il nome da Colombo, la più grande città dello Sri Lanka; per la prima volta nel 1886, la compagnia North American Lloyd utilizzò questo nome per una nave. È la prima delle otto navi appartenenti alla classe Colombo Express ed è solo leggermente più grande (circa il 4%) rispetto alle sue cugine della classe Savannah Express, le navi da 8400 TEU (700 reefer) Savannah Express e Houston Express.
La Colombo Express ha una stazza lorda di 93.750 tsl e una portata lorda di 104.400 tpl. La sua velocità nominale è di 25 nodi (46,3 km/h).

## Storia
Costruita in Corea del Sud dalla Hyundai Heavy Industries tra il 2004 e il 2005, fu battezzata l'11 aprile 2005 e il suo motore Diesel genera 69.700 kilowatt (93.500 CV) di potenza.
Colombo Express opera dal porto di origine di Amburgo e viaggia principalmente dall'Europa al Sud-Est asiatico e ritorno in viaggi di andata e ritorno di 56 giorni.

### La collisione con laMaersk Tanjong
Il 29 settembre 2014, la Colombo Express fu coinvolta in una collisione con la Maersk Tanjong, subendo un'ammaccatura di 20 metri sul lato sinistro, causando ritardi nel traffico attraverso il Canale di Suez. Il filmato dell'incidente venne ripreso da uno spettatore e pubblicato sul sito web YouTube.

## Navi gemelle
- Bremen Express
- Chicago Express
- Colombo Express
- Hanover Express
- Kuala Lumpur Express
- Kyoto Express
- Osaka Express
- Tsingtao Express